# Шоффур-ле-Байи
Шоффу́р-ле-Байи́ (фр. Chauffour-lès-Bailly) — коммуна во Франции, находится в регионе Шампань — Арденны. Департамент — Об. Входит в состав кантона Бар-сюр-Сен. Округ коммуны — Труа.
Код INSEE коммуны — 10092.
Коммуна расположена приблизительно в 165 км к юго-востоку от Парижа, в 85 км южнее Шалон-ан-Шампани, в 22 км к юго-востоку от Труа.

## Население
Население коммуны на 2008 год составляло 114 человек.
| 1962 | 1968 | 1975 | 1982 | 1990 | 1999 | 2008 |
| ---- | ---- | ---- | ---- | ---- | ---- | ---- |
| 103  | 104  | 97   | 91   | 101  | 94   | 114  |

## Экономика
В 2007 году среди 69 человек в трудоспособном возрасте (15—64 лет) 50 были экономически активными, 19 — неактивными (показатель активности — 72,5 %, в 1999 году было 70,7 %). Из 50 активных работали 46 человек (28 мужчин и 18 женщин), безработных было 4 (3 мужчины и 1 женщина). Среди 19 неактивных 4 человека были учениками или студентами, 9 — пенсионерами, 6 были неактивными по другим причинам.

## Достопримечательности
- Церковь св. Марцелла и Успения Богоматери (XVI—XVII века). Памятник истории с 1926 года[3]